# Delia dovreensis
Delia dovreensis este o specie de muște din genul Delia, familia Anthomyiidae, descrisă de Ringdahl în anul 1954. Conform Catalogue of Life specia Delia dovreensis nu are subspecii cunoscute.